# Côte d’Or (Schokolade)

Logo der eingetragenen Wort-Bild-Marke

Côte d’Or ist eine belgische Schokoladenmarke. Der belgische Confisier Charles Neuhaus ließ die Marke 1883 eintragen.

## Geschichte
Bereits 1870 eröffnete Charles Neuhaus eine Schokoladenfabrik. Der Name Côte d’Or wurde dann am 24. April 1883 als Marke eingetragen. Das Logo stammt aus dem Jahr 1906, wobei zunächst neben einem Elefanten auch noch eine Palme und drei Pyramiden zu sehen waren. 1931 wurde die Marke Côte d’Or auch in den USA registriert. Côte d’Or wurde daraufhin zunächst von Jacobs Kaffee aufgekauft, die später wiederum von Kraft Foods (heute Mondelēz International) gekauft wurden. Während des Zweiten Weltkrieges kam es zu Lieferengpässen, weswegen das Unternehmen die Produktion für einige Jahre stoppen musste.

## Name
Der Name leitet sich von der Goldküste (französisch Côte-de-l’Or) in Westafrika ab, wo seit den 1870er Jahren durch Tetteh Quarshie Kakao angebaut wurde.  Von dort bezog Neuhaus große Mengen an Kakaobohnen.  Diese Verbindung wird auch im ursprünglichen Logo der Schokoladenmarke sichtbar, das starke Ähnlichkeit mit der Flagge der ehemaligen britischen Kolonie Goldküste aufweist.